# گربه ماهیگیر
گربه ماهیگیر جانوری با جثه متوسط و نیرومند با موهای کوتاه و بسیار زبر است. موفرش گربه ماهیگیر از دو لایه تشکیل شده‌است، یک لایه موی کوتاه متراکم و نفوذناپذیر و پوششی بلندتر از موهای محافظ. رنگ بدنش خاکستری جوگندمی، که اغلب به قهوه‌ای زیتونی می‌زند. روی بدنش خالهای گرد تیره‌ای دارد؛ که در ردیفهای طولی قرار می‌گیرند. روی صورتش نوارهای سفیدی هست که از چشم تا تاج سر امتداد می‌یابد و شش تا هشت نوار تیره از پیشانی از روی تاج گذشته تا گردن می‌رسد. لکه‌های سفید آشکاری در پشت گوشهای گرد، کوچک و سیاه رنگش دیده می‌شود. سرش بزرگ و پهن و پوزه اش تا حدی کشیده‌است. عضلات سینه اش قوی و دمش نسبتاً کوتاه و در محل اتصال کلفت و ماهیچه‌ای است. اغلب گفته می‌شود که پاهای گربه ماهیگیر پره دار است اما این طور نیست. بین انگشتان غشایی نیمه تمام وجود دارد که از گربه وحشی یا اهلی بیشتر نیست. غلاف پوستی چنگالها را به ویژه در پاهای عقب کامل نمی‌پوشاند اما چنگالها کاملاً جمع می‌شوند. از گربه ماهیگیر دو زیرگونه توصیف شده که یکی در هند، آسیای جنوب شرقی و سوماترا به سر می‌برد و دیگری در جاوه و بالی. نام گونه این گربه به معنای زباد (سیوت) است. در زیستگاه‌های آبی مختلف از مردابهای حرا گرفته تا نیزارهای کنار رودخانه تا ارتفاع ۱۵۰۰ متر دیده می‌شود.
به نظر می‌رسد مناطقی را ترجیح می‌دهد که پوشش گیاهی انبوه نزدیک آب باشد. در جنوب آسیا از مالزی، بخش‌هایی از اندونزی و سریلانکا تا کوهپایه‌های هیمالیا در نپال پراکنده‌است. برای گرفتن ماهی، قورباغه، خرچنگ و حتی حلزون وارد آب می‌شود. مار، پرنده و پستانداران کوچک را نیز شکار می‌کند. گفته می‌شود که گوساله، بز و سگ را نیز می‌گیرد و از لاشه جانوران بزرگ‌تر نیز تغذیه می‌کند. یک بار یک گربه ماهیگیر در باغ وحش پلنگی را کشته‌است. با سر به درون آب شیرجه می‌رود و شناکنان با دهانش از زیر آب ماهی می‌گیرد. با ضربه‌های آرامی که با پنجه اش به سطح آب وارد می‌کند موجهایی به وجود می‌آورد که گویی حشره‌ای روی آب نشسته‌است. این حرکت ماهیها را جلب می‌کند. ماهی برای تحقیق می‌آید و گربه ماهیگیر با یک ضربه از آب بیرونش می‌اندازد.
نرها در اسارت به پرورش فرزندان کمک می‌کنند. عمدتاً شبگرد هستند و برای شیرجه رفتن در آب از درخت بالا می‌روند. پس از ۶۳ روز آبستنی دو تا سه بچه گربه به دنیا می‌آورد. در هشت و نیم ماهگی به اندازه یک فرد بالغ می‌رسند. اگر نوزادان بمیرند ماده قادر است در همان سال بار دیگر بچه بیاورد. در اسارت تا پانزده سال عمر می‌کند. گربه ماهیگیر به خاطر نزدیکی به محل سکونت انسان، دزدیدن مرغ و جوجه و شهرت به مضر بودن برای صیادیهای محلی مورد آزار و اذیت قرار می‌گیرد. برای ارزیابی وضعیت جمعیتهای گربه ماهیگیر اطلاعات کافی در دست نیست اما در پاکستان در آستانه انقراض قرار گرفته‌اند. هر وقت که امکان داشته باشد آنها را با تیر می‌زنند یا به دام می‌اندازند. با این حال گستره پراکندگی اش طوری است که می‌توان به آینده اش خوش بین بود. در فهرست IUCN آسیب‌پذیر و تقریباً تهدید شده طبقه بندی می‌شود.